# Archie Robertson
Arthur ("Archie") James Robertson (Sheffield, 19 de abril de 1879 — Peterborough, 18 de abril de 1957) foi um atleta escocês, campeão olímpico em Londres 1908.
Inicialmente um ciclista, mudou para o atletismo apenas aos 25 anos, depois de um acidente no ciclismo. Em março de 1908 venceu o campeonato inglês e o Campeonato Internacional de Cross-Country (existente entre 1898 e 1972) e ficou em segundo lugar na prova de 4 milhas do Campeonato Britânico de Atletismo, o que lhe valeu um lugar na equipe britânica aos Jogos Olímpicos.
Nos Jogos, conquistou uma medalha de prata nos 3200 m steeplechase e uma medalha de ouro integrando a equipe que venceu a provadas 3 milhas em equipe, junto com Joseph Deakin e William Coales, na primeira medalha de ouro olímpica ganha por um escocês.
Em 1909 ele retirou-se do atletismo e voltou ao ciclismo.